# Минардос, Нико
Ни́ко Мина́рдос (англ. Nico Minardos, имя при рождении — Ни́кос Мина́рдос (греч. Νίκος Μινάρδος); 15 февраля 1930, Панграти, Афины, Греция — 27 августа 2011, Вудленд-Хиллз, Лос-Анджелес, Калифорния, США) — греко-американский голливудский актёр кино и телевидения, продюсер.

## Биография

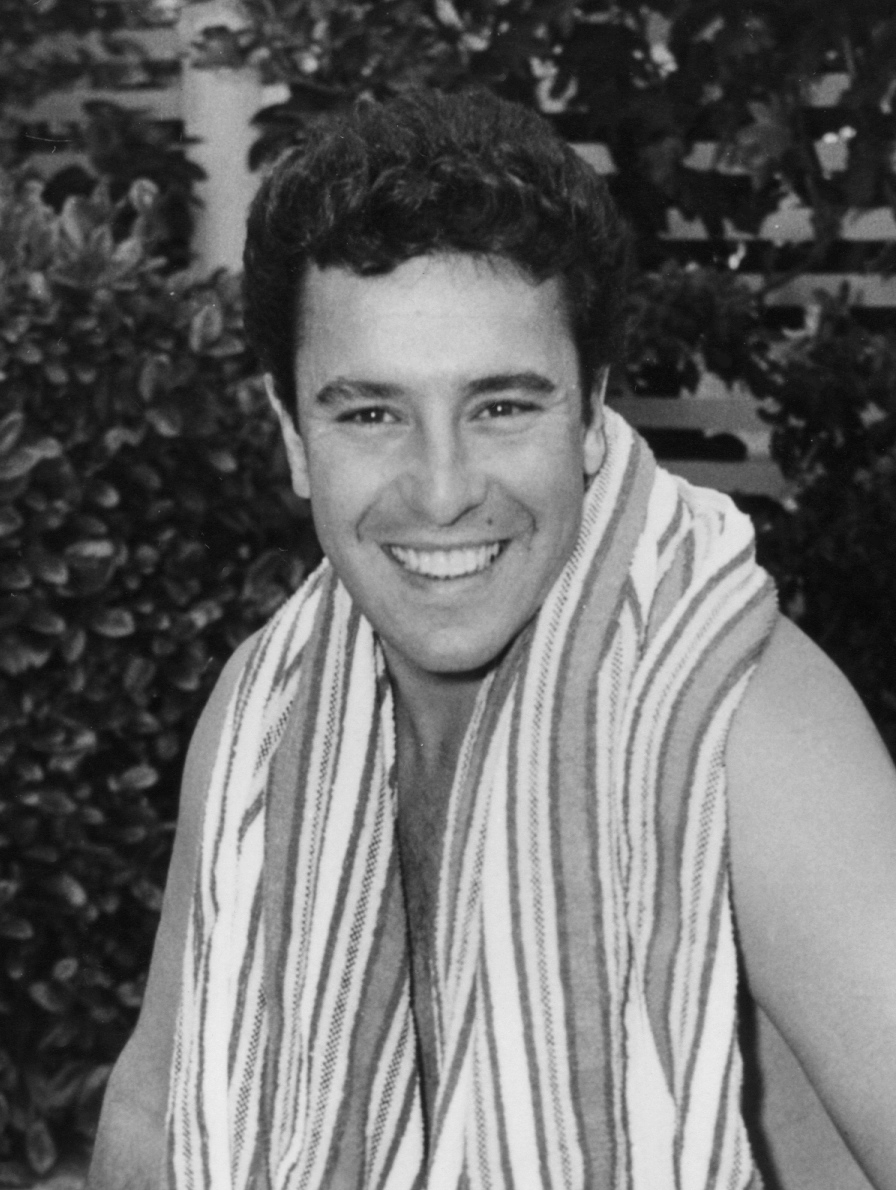
В киностудии «20th Century Fox»

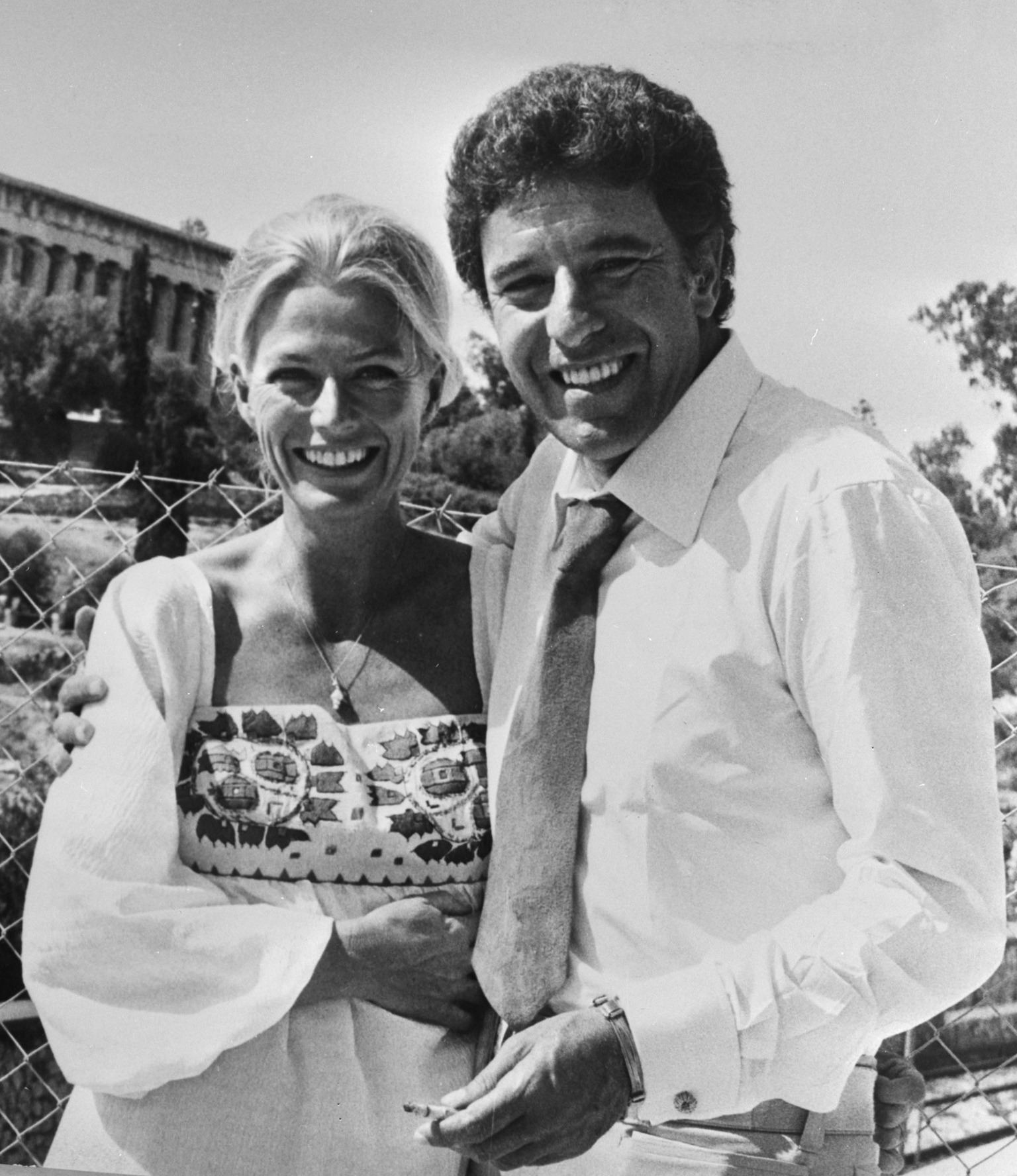
С датской певицей и актрисой Ниной ван Палландт в Афинах (Греция)

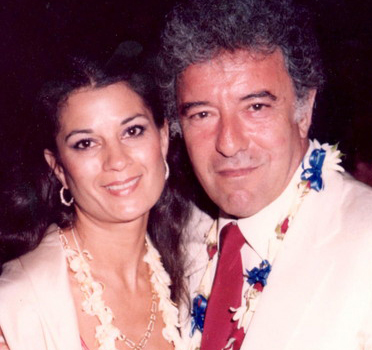
С супругой Джули (1970)

Родился и вырос в Греции в семье Йоргоса и Христины Минардосов. Окончил гимназию в Панграти (Афины).
Учился в Сорбонне (Париж, Франция).
В 1950 году иммигрировал в США, поселившись в Лос-Анджелесе.
Окончил Калифорнийский университет в Лос-Анджелесе.
В 1952 году подписал контракт с киностудией «20th Century Fox», президентом которой в то время являлся его земляк Спирос Скурас.
Первым фильмом Минардоса, в котором он появился в качестве статиста, была эксцентрическая комедия «Мартышкин труд» (1952) с Мэрилин Монро, Джинджер Роджерс и Кэри Грантом в главных ролях.
Известен, главным образом, по ролям в телесериалах.
В 1990—2000-х годах проживал в Форт-Лодердейле (Флорида), однако в 2009 году, после перенесённого инсульта, вернулся в Южную Калифорнию.
Умер 27 августа 2011 года в Вудленд-Хиллз на 81 году жизни.

### Заметные события в жизни Минардоса
28 сентября 1966 года Нико Минардос вместе с Эриком Флемингом участвовал в съёмках эпизода «Высокие джунгли» телесериала «Отправляемся повидать Волшебника», проходивших на реке Уальяга в Перу (Южная Америка). Оба актёра оказались выброшенными в поток воды, когда каноэ, в котором они находились, опрокинулось. Минардос, будучи хорошим пловцом, смог доплыть до берега и спастись, в то время как 41-летний Флеминг утонул.
В 1986 году Минардос оказался в центре внимания как один из обвиняемых по делу, связанному со скандалом «Иран-контрас». Причиной этому послужили его бизнес-связи с саудовским торговцем оружием Аднаном Хашогги. Актёр был задержан в Нью-Йорке в ходе проводимой ФБР спецоперации. Помощник генерального прокурора США Руди Джулиани предъявил ему обвинения в сговоре с целью незаконной поставки оружия в Иран. О своей роли в этом деле Минардос рассказал, выступая в программе Майка Уоллеса «60 минут» на канале CBS. Хотя обвинительный акт был в конечном итоге отклонён, финансовые затраты на защиту в суде привели актёра к банкротству, а также завершению голливудской карьеры. Вскоре он обменял свой дом в Беверли-Хиллз на парусную яхту во Флориде, которую впоследствии экипировал и по Атлантическому океану достиг Греции с командой, в состав которой входил его сын Джордж.

## Личная жизнь
В браке с первой супругой Деборой Джин Смит (1954—1958) не имел детей. После развода с Минардосом, Смит вышла замуж за легендарного голливудского актёра Тайрона Пауэра (1958), став его третьей женой и вдовой.
В браке со второй супругой Джули Энн Шахт (1965—2011) имел сына Джорджа и дочь Нину.
Жил с актрисой Мэрилин Монро в 1950-х годах, а также с актрисой и танцовщицей Джульет Прауз до её переезда в Лас-Вегас, где в 1962 году она помолвилась с певцом и актёром Фрэнком Синатрой.
Увлекался кулинарией, теннисом, гандболом, полётами на самолёте, музыкой, короткими нардами, бриджем и плаванием под парусом.

## Фильмография
- 1952 — Мартышкин труд — симпатичный парень в бассейне (в титрах не указан)
- 1953 — The Glory Brigade — греческий солдат (в титрах не указан)
- 1954 — Египтянин — второстепенная роль (в титрах не указан)
- 1955 — Jump into Hell — охранник (в титрах не указан)
- 1955 — Desert Sands — Джерард
- 1956 — Десять заповедей — придворный (в титрах не указан)
- 1956 — Three Brave Men — друг
- 1956 — The 20th Century Fox Hour — Пинелли (6 эпизод 2 сезона)
- 1957 — Soldiers of Fortune — рядовой Джиро (15 эпизод 2 сезона)
- 1957 — Стамбул — Али
- 1957 — Broken Arrow — Нашис (26 эпизод 1 сезона)
- 1957 — Under Fire — рядовой Тартолия (в титрах не указан)
- 1957 — Ghost Diver — Манко Капао
- 1957 — The Court of Last Resort — Алекс Закко (5 эпизод 1 сезона)
- 1957 — Wagon Train — Чёрное облако (9 эпизод 1 сезона)
- 1958 — Matinee Theater — Феликс (58 эпизод 3 сезона)
- 1958 — M Squad — Генри Эдом (17 эпизод 1 сезона)
- 1958 — Schlitz Playhouse of Stars — (34 эпизод 7 сезона)
- 1958 — Have Gun — Will Travel — Джино (19 эпизод 1 сезона), Рабло (37 эпизод 1 сезона)
- 1958 — Whirlybirds — Джон Фредерик (19 эпизод 2 сезона)
- 1958 — Мэверик — Энрико (7 эпизод 2 сезона)
- 1958 — The Thin Man — Руди (4 эпизод 2 сезона)
- 1959 — The Gale Storm Show: Oh! Susanna — Рамон (24 эпизод 3 сезона)
- 1959 — General Electric Theater — падре Рубио (26 эпизод 7 сезона)
- 1959 — Holiday for Lovers — Карлос Баррозу
- 1959 — Border Patrol — Деларчио (30 эпизод 1 сезона)
- 1959 — The DuPont Show with June Allyson — Рауль (7 эпизод 1 сезона)
- 1959 — Five Fingers — Карлос (6 эпизод 1 сезона)
- 1960 — Adventures in Paradise — Себастьян (16 эпизод 1 сезона)
- 1960 — Sugarfoot — Фернандо (12 эпизод 3 сезона)
- 1960 — Philip Marlowe — Тони (20 эпизод 1 сезона)
- 1960 — Twelve Hours to Kill — Мартин Филонес
- 1960 — The Ann Sothern Show — Джованни Дарода (26 эпизод 2 сезона)
- 1960 — Riverboat — Себастьян (3 эпизод 2 сезона)
- 1960 — Route 66 — Жан Пуссен (2 эпизод 1 сезона)
- 1960 — The Case of the Dangerous Robin — (1 эпизод 1 сезона)
- 1960 — Lock-Up — Алексис Джордж (12 эпизод 2 сезона)
- 1961 — The Rebel — команданте Луис Себастьян (16 эпизод 2 сезона)
- 1961 — The Tab Hunter Show — Пьетро (19 эпизод 1 сезона)
- 1961 — The Lawless Years — Джули Кастеллано (15 эпизод 3 сезона)
- 1961 — King of Diamonds — Гарри Очоа (11 эпизод 1 сезона)
- 1962 — Hawaiian Eye — Виктор Сориано (18 эпизод 3 сезона)
- 1962 — 87th Precinct — Фрэнк Кирос (23 эпизод 1 сезона)
- 1962 — Frontier Circus — Великий Роберто (17 эпизод 1 сезона)
- 1962 — Surfside 6 — Принц Каран (29 эпизод 2 сезона)
- 1962 — Samar — капитан Де Гузман
- 1962 — Сумеречная зона — доктор (32 эпизод 3 сезона)
- 1959—1962 — 77 Sunset Strip — Пол Декарт (6 эпизод 2 сезона), Лоренцо Ферранте (33 эпизод 4 сезона)
- 1962 — It Happened in Athens — лейтенант Алекси Винардос
- 1962 — Naked City — Моктир (12 эпизод 4 сезона)
- 1963 — The Dick Powell Show — надзиратель (19 эпизод 2 сезона)
- 1963 — Redigo — Луис Гуардино (4 эпизод 1 сезона)
- 1963 — The Farmer’s Daughter — Али (5 эпизод 1 сезона)
- 1964 — Channing — Матео Клементе (14 эпизод 1 сезона)
- 1965 — The Rogues — Спиро Делеанос (23 эпизод 1 сезона)
- 1965 — Перри Мейсон — Джанджакомо Бачо (22 эпизод 8 сезона)
- 1965 — Burke’s Law — Пепе Дельгадо (6 эпизод 3 сезона)
- 1965 — Ben Casey — доктор Луис Кампос (12 эпизод 5 сезона)
- 1965 — Branded — Колиан (13 и 14 эпизоды 2 сезона)
- 1965 — O.K. Crackerby! — Дино Корси (14 эпизод 1 сезона)
- 1966 — Bob Hope Presents the Chrysler Theatre — Энрико Ибарра-и-Ибарра (20 эпизод 3 сезона)
- 1966 — Большая долина — Паулино Ариата (6 эпизод 2 сезона)
- 1967 — Off to See the Wizard
- 1967 — Run for Your Life — Боб (1 эпизод 3 сезона)
- 1967 — Hondo — Понсе Колорадас (5 эпизод 1 сезона)
- 1966—1967 — Daktari — Джеральд Арну (7 эпизод 1 сезона), сеньор Перес (6 эпизод 3 сезона)
- 1968 — Летающая монахиня — Луис Армехо (18 эпизод 1 сезона)
- 1968 — Day of the Evil Gun — Делеон
- 1968 — Daring Game — Рикардо Бальбоа
- 1968 — ФБР — Илиас (25 эпизод 3 сезона)
- 1968 — The Outcasts — лейтенант (4 эпизод 1 сезона)
- 1969 — It Takes a Thief — лейтенант Диего (21 эпизод 2 сезона)
- 1970 — The Name of the Game — Никос (14 эпизод 2 сезона)
- 1970 — The Mod Squad — Бен-Ари Нассал (18 эпизод 2 сезона)
- 1970 — The Challengers — Пако Ортега
- 1970 — Cannon for Cordoba — Питер
- 1970 — The Immortal — Саймон Брент (8 эпизод 1 сезона)
- 1970 — Миссия невыполнима — Андре Малиф (6 эпизод 1 сезона), Карлос Эмпори (12 эпизод 5 сезона)
- 1971 — Sarge — Нико (пилотный эпизод)
- 1971 — River of Mystery — Алакрон
- 1971 — O’Hara, U.S. Treasury — (7 эпизод 1 сезона)
- 1971 — The Doris Day Show — Нико (9 эпизод 4 сезона)
- 1971 — Alias Smith and Jones — Клаво (13 эпизод 1 сезона), алькальд (14 эпизод 2 сезона)
- 1972 — Доктор Маркус Уэлби — (18 эпизод 3 сезона)
- 1971—1972 — Ironside — капитан Эмилио Меркадо (19 эпизод 4 сезона), Кен Гриффин (24 эпизод 5 сезона)
- 1972 — Primus — Джалал Зара (22 эпизод 1 сезона)
- 1972 — Medical Center — Рубио (13 эпизод 4 сезона)
- 1972 — Cool Million — Мано Каваларис (4 эпизод 1 сезона)
- 1973 — Jigsaw — (5 эпизод 1 сезона)
- 1973 — Barnaby Jones — Рауль Фелипе (6 эпизод 1 сезона)
- 1977 — Assault on Agathon — Кабот Кейн / также продюсер
- 1977 — The Hardy Boys/Nancy Drew Mysteries — Пако Манти (10 эпизод 2 сезона)
- 1983 — The Greatest American Hero — король Абу Аль-Фахад (10 эпизод 3 сезона)
- 1983 — Команда «А» — Рашаад (10 эпизод 1 сезона)
- 1986 — Simon & Simon — Константин Триплис (10 эпизод 6 сезона)